# Peggy Deamer
Peggy Deamer es una arquitecta y educadora estadounidense, actualmente docente de la Universidad de Yale. 

## Carrera
Deamer es miembro de la firma Deamer, Architects (anteriormente Deamer + Phillips, Architects). Se graduó en arquitectura en la universidad Cooper Union y obtuvo un doctorado en filosofía en la Universidad de Princeton. Ha dictado clases en reconocidas universidades e institutos educativos como la Universidad de Princeton, el Barnard College, la Universidad de Columbia, la Universidad Estatal de Ohio, la Universidad de Kentucky, entre otras. En Nueva Zelanda, donde fue directora de la Escuela de Arquitectura y Planeación de la Universidad de Auckland en 2007, también enseñó en el Instituto de Tecnología Unitec y en la Universidad de Victoria. Ha sido miembro de la Fundación de Arquitectura de Beverly Willis.

## Reconocimientos
En 2018 recibió el Women in Architecture Award, que promueve la revista Architectural Record.